# Escut del Toro
L'escut del Toro és el símbol representatiu oficial del Toro, municipi del País Valencià, a la comarca de l'Alt Millars. Té el següent blasonament:
| « | Escut quadrilong de punta redona. En camp de gules, un bou de sable passant a sinistra somat d'una torre d'or de tres cossos, maçonada i aclarida de sable. Sobre la torre, una xicoteta bandera blanca. Al timbre, corona reial oberta. | » |

## Història
L'escut fou aprovat per Resolució de 13 de febrer de 2004, del conseller de Justícia i Administracions Públiques, publicada en el DOGV núm. 4.718, de 24 de març de 2004.
Tant el toro com la torre són senyals parlants referents al nom de la vila, amb la torre que recorda l'antic castell de la població. A l'Arxiu Històric Nacional es conserven dos segells en tinta de 1876, de l'Ajuntament i de l'Alcaldia, on hi apareix el toro, però arrestat i mirant a la destra, amb la torre i la bandera.